# Мария Кристина Бурбон-Неаполитанска
Вижте пояснителната страница за други личности с името Мария Кристина.
Мария Кристина Бурбон-Неаполитанска (на италиански: Maria Cristina di Borbone-Napoli; * 17 януари 1779, Кралски дворец в Казерта, Неаполитанско кралство; † 11 март 1849, Савона) е неаполитанска и сицилианска принцеса по рождение и кралица на Сардиния като съпруга на сардинския крал Карл Феликс Савойски.

## Произход
Родена е в Кралския дворец в Казерта близо до Неапол на 17 януари 1779 г. като Мария Кристина Амалия Тереза ди Бурбон, принцеса на Неапол и Сицилия. Дъщеря е на Фердинанд I (* 1751, † 1825), крал на Неапол (1759 – 1799, 1799 – 1806 и 1815 – 1816) като Фердинанд IV, крал на Сицилия (1759 – 1816) като Фердинанд III, крал на Двете Сицилии (1816 – 1825) като Фердинанд I, и на австрийската ерцхерцогиня Мария Каролина Австрийска (* 1752, † 1814). Нейни дядо и баба по бащина линия са Карлос III де Бурбон и Мария-Амалия Саксонска, а по майчина – австрийската императрица Мария Терезия и император Франц I Стефан. Племенница е на френската кралица Мария-Антоанета. Има седем братя и десет сестри:
- Мария Тереза (* 1772, † 1807 г.), последна императрица на Свещената Римска империя и първата императрица на Австрийската империя, съпруга на император Франц II
- Луиза Мария Амалия (* 1773, † 1802), велика херцогиня на Тоскана (1790 – 1801) като съпруга на Фердинанд III от Тоскана
- Карл Тит (* 1775, † 1778), херцог на Калабрия, наследствен принц на Неапол
- Мария Анна (* 1775, † 1780)
- Франциск I (* 1777, † 1830), крал на Двете Сицилии (1825 – 1830), съпруг на Мария Клементина Хабсбург-Лотарингска и на Мария Изабела Бурбон-Испания
- Мария Кристина Амалия (* 1779, † 1783), нейна близначка
- Януарий (Дженаро) Карл (* 1780, † 1789)
- Йосиф (Джузепе) Карл (* 1781, † 1783)
- Мария Амалия (* 1782, † 1866), кралица на Франция като съпруга на френския крал Луи-Филип
- Мария Каролина (*/† 1783)
- Мария Антония (* 1784, † 1806), принцеса на Астурия като съпруга на бъдещия крал на Испания Фердинанд VII
- Мария Клотилда (* 1786, † 1792)
- Мария Енрикета (* 1787, † 1792)
- Карл Януарий (* 1788, † 1789)
- Леополд (* 1790, † 1851), принц на Салерно, съпруг на Мария Клементина Хабсбург-Лотарингска
- Алберт (* 1792, † 1798), военен
- Мария Изабела (* 1793, † 1801)

## Биография

### Ранни години
Има сестра близначка, Мария Кристина Амалия, която умира от едра шарка на 4-годишна възраст на 26 февруари 1783 г.
Като младо момиче е поверена на грижите и възпитанието на маркиза Винченца Д'Амброджо.

### Брак
На 6 април 1807 г. се омъжва в Палермо за Карл Феликс Савойски, маркиз на Суза, който става крал на Сардиния след абдикацията на двамата си по-големи братя Карл Емануил IV през 1802 г. и Виктор Емануил I през 1821 г.

### Кралица на Сардиния
Мария Кристина не ражда деца на съпруга си. Двамата прекарват част от живота си през летните периоди между Замъка на Алие и в Замъка в Говоне в Пиемонт, където извършват важна реорганизация и адаптация към реалните нужди, и във Вила Тусколана La Rufinella близо до Фраскати. През 1820 г. Мария Кристина наследява вилата чрез завещание от своята етърва си, херцогинята на Шабле Мария Анна Савойска, и живее там за дълги периоди до 1824 г. Тя лично финансира и ръководи археологическите разкопки на Тускулум, извършени с концесията на папата до 1839 г. През 1825 г. тя наема президента на Папската академия по археология Луиджи Бионди за първоначална кампания за разкопки на територията на вилата, който започва разкопките. Мария Кристина натоварва архитекта и археолога Луиджи Канина да отговаря за делата, свързани с изобразителното изкуство и антиките, на когото тя възлага задачата да продължи разкопките в Тускулум, за да „намери предмети на древното изкуство в полза на съвременното изкуство“. След това археологическите находки са прехвърлени в замъка в Алие.
След възцаряването на Карл Феликс двойката резидира в кралския дворец в Торино.

### Смърт
Карл Феликс умира през 1831 г. след 10 години управление. След периода на траур кралицата прекарва дълго време със семейството си в Неапол и след това се връща в Торино, редувайки престои между Алие, Фраскати, Неапол и Откомб, където проследява работата по възстановяването на абатството, поверявайки скулптурата и украсата на Бенедето Качатори.
След смъртта му Мария Кристина продължава да живее в Сардиния и умира в Савона на 11 март 1849 г. на 70-годишна възраст. Погребана е до съпруга си в Абатство Откомб в днешна Франция.